# Vámosudvarhely
Vámosudvarhely (románul: Odrihei) falu Romániában, Maros megyében.

## Története
Kóródszentmárton község része, a középkorban vámszedőhely volt. A trianoni békeszerződésig Kis-Küküllő vármegye Erzsébetvárosi járásához tartozott.

## Népessége
2002-ben 480 lakosa volt, ebből 169 magyar, 158 cigány, 152 román és 1 német nemzetiségű.

## Vallások
A falu lakói közül 256-an ortodox, 3-an görögkatolikus 14-en római katolikus, 110-en református, 30-an unitárius, 10-en adventista, 50-en pünkösdista hitűek és 1 fő baptista.